# Paracullia riojana
Paracullia riojana là một loài bướm đêm trong họ Noctuidae.